# Deukalion
Deukalion (oldgræsk: Δευκαλίων latin Deucalion) er i græsk mytologi det græske folks forfader. Han var søn af Prometheus og gift med Pyrrha, datter af hans bror Epimetheus og Pandora. Deukalion og Pyrrhas første søn var Hellen, "som nogen siger var søn af Zeus", den anden søn var Amfiktyon, som var konge i Attika, det tredje barn var datteren Protogeneia, som sammen med Zeus fik Aëthlios.

## Etymologi
Ifølge Folkeetymologi stammer Deukalions navn fra δεῦκος, deukos , en variant af γλεῦκος, gleucos i.e. "sød ny vin, most, sødme" og ἁλιεύς, haliéus, i.e. "sejler, sømand, fisker"
Deukalion er parallel med bibelske Noa og Utnapishtim, den overlevende af den sumeriske oversvømmelse, der fortælles i Digtet om Gilgamesh..